# 메가폰 (기업)
메가폰(러시아어: МегаФон, 과거명: North-West GSM)은 러시아의 이동통신 회사이다. 러시아에서 2번째로 규모가 큰 이동통신업자이자 3번째로 큰 통신사 운영자이다.